# Kazimierz Matuszny
Kazimierz Władysław Matuszny (Milówka; 4 de Março de 1960 — ) é um político da Polónia. Ele foi eleito para a Sejm em 25 de Setembro de 2005 com 9033 votos em 27 no distrito de Bielsko-Biała, candidato pelas listas do partido Prawo i Sprawiedliwość.
Ele também foi membro da Sejm 2005-2007, Sejm 2007-2011, Sejm 2015-2019, Sejm 2019-2023.